# Condado de Custer (Oklahoma)
O Condado de Custer é um dos 77 condados do estado norte-americano do Oklahoma. A sede do condado é Arapaho, tendo como maior cidade Weatherford.
A área do condado é de 2.595 km² (dos quais 40 km² são cobertos por água), uma população de 26 142 habitantes e uma densidade populacional de 10 hab/km². Recebeu este nome em homenagem ao coronel George Armstrong Custer.

## Condados adjacentes
- Condado de Dewey (norte)
- Condado de Blaine (leste)
- Condado de Caddo (sudeste)
- Condado de Washita (sul)
- Condado de Beckham (sudoeste)
- Condado de Roger Mills (oeste)

## Cidades e Vilas
- Arapaho
- Butler
- Clinton
- Custer City
- Hammon
- Indianápolis
- Thomas
- Weatherford